# 4142 Dersu-Uzala
4142 Dersu-Uzala eller 1981 KE är en asteroid som korsar Mars omloppsbana. Den upptäcktes 28 maj 1981 av den tjeckiske astronomen Zdeňka Vávrová vid Kleť-observatoriet. Den är uppkallad efter Dersu Uzala.
Den tillhör asteroidgruppen Hungaria.